# Lassi Lappalainen
Lassi Lappalainen (ur. 24 sierpnia 1998 w Espoo) – fiński piłkarz grający na pozycji napastnika w CF Montréal.

## Kariera klubowa
Wychowanek HJK. W grudniu 2015 podpisał dwuletni kontrakt z tym klubem. W Veikkausliidze zadebiutował 2 kwietnia 2016 w wygranym 2:0 meczu z IFK Mariehamn. W sierpniu 2016 przedłużył kontrakt z klubem do końca sezonu 2019. W lipcu 2017 został wypożyczony do końca sezonu do Rovaniemen Palloseura. W grudniu 2017 wypożyczenie zostało przedłużone na kolejny sezon. Po sezonie 2018 wrócił do HJK. W lipcu 2019 trafił do Bologna FC, z której został od razu wypożyczony na pół roku do CF Montréal z możliwością wydłużenia wypożyczenia. W 2022 przeszedł do niego na stałe.

## Kariera reprezentacyjna
Młodzieżowy reprezentant Finlandii. W dorosłej kadrze zadebiutował 8 stycznia 2019 w wygranym 1:0 meczu ze Szwecją. W 2021 roku znalazł się w gronie 26 zawodników powołanych na Euro 2020. 16 czerwca wystąpił w przegranym 0:1 meczu z Rosją.